# Taosi (sockenhuvudort i Kina, Shanxi Sheng, lat 35,90, long 111,50)
Taosi är en sockenhuvudort i Kina. Den ligger i provinsen Shanxi, i den centrala delen av landet, 600 km sydväst om huvudstaden Peking. Taosi ligger 522 meter över havet och antalet invånare är 19 723. Befolkningen består av 9 782 kvinnor och 9 941 män. Barn under 15 år utgör 16,0 %, vuxna 15-64 år 73 %, och äldre över 65 år 10,0 %.
Taosi har get namn åt den arkeologiska utgrävningsplatsen Taosi som ligger precis i anslutning till orten.
Terrängen runt Taosi är platt åt nordväst, men åt sydost är den kuperad. Runt Taosi är det tätbefolkat, med 459 invånare per kvadratkilometer. Närmaste större samhälle är Nanxindian, 14,9 km nordväst om Taosi. Trakten runt Taosi består till största delen av jordbruksmark.